# Dolní Boříkovice
Dolní Boříkovice (německy Nieder Ullersdorf) jsou vesnice a část města Králíky v okrese Ústí nad Orlicí. Nachází se asi 3,5 kilometru západně od Králík. Dolní Boříkovice jsou také název katastrálního území o rozloze 10,23 km². V katastrálním území Dolní Boříkovice leží i Horní Boříkovice.

## Geografie
Střed vesnice leží dva kilometry od hranic s Polskem. Na západě katastrálního území se nachází suchovržský hřbet s turistickou chatou a rozhlednou na Suchém vrchu. Nejvyšší vrchol Suchého vrchu (996 metrů) je asi 150 metrů za hranicí katastrálního území obce (na území Červené Vody), proto nejvyšším vrcholem obce je sousední Bradlo (988 metrů). Suchý vrch i Bouda jsou cílem turistů díky výhledům na Králický Sněžník, Orlické Hory, Horu Matky Boží a Králíky i díky lyžařskému areálu Suchý vrch – Buková Hora.
Severní hranice katastrálního území je tvořena Tichou Orlicí, nejnižší bod je v nadmořské výšce526 metrů. Jižní hranice katastru je rozvodím Labe a Dunaje a zároveň se jedná o historickou hranicí Čech a Moravy. Boříkovice leží na straně Čech, které odvodňuje Labe.

## Historie
První písemná zmínka o Dolních Boříkovicích pochází z 13. století. V roce 1869 měly Dolní Boříkovice 1264 obyvatel, v roce 1930 v nich žilo 812 lidí a v roce 1950 jen 378. Počet domů se také výrazně snížil díky odsunu německého obyvatelstva. Obec byla samostatná až do 31. prosince 1974, poté byla administrativně začleněna jako část obce Králíky.
| Rok            | 1869 | 1880 | 1890 | 1900 | 1910 | 1921 | 1930 | 1950 | 1961 | 1970 | 1980 | 1991 | 2001 | 2011 | 2021 |
| -------------- | ---- | ---- | ---- | ---- | ---- | ---- | ---- | ---- | ---- | ---- | ---- | ---- | ---- | ---- | ---- |
| Počet obyvatel | 1264 | 1131 | 1023 | 998  | 910  | 809  | 812  | 378  | 355  | 307  | 246  | 223  | 211  | 179  | 189  |

## Pamětihodnosti
V obci se nachází barokní kostel Povýšení svatého Kříže z roku 1706. Skrz vesnici byla v letech 1936–1938 postavena linie československého opevnění. V západní části katastru Dolní Boříkovice se nachází tři z pěti objektů dělostřelecké tvrze Bouda.

## Fotogalerie

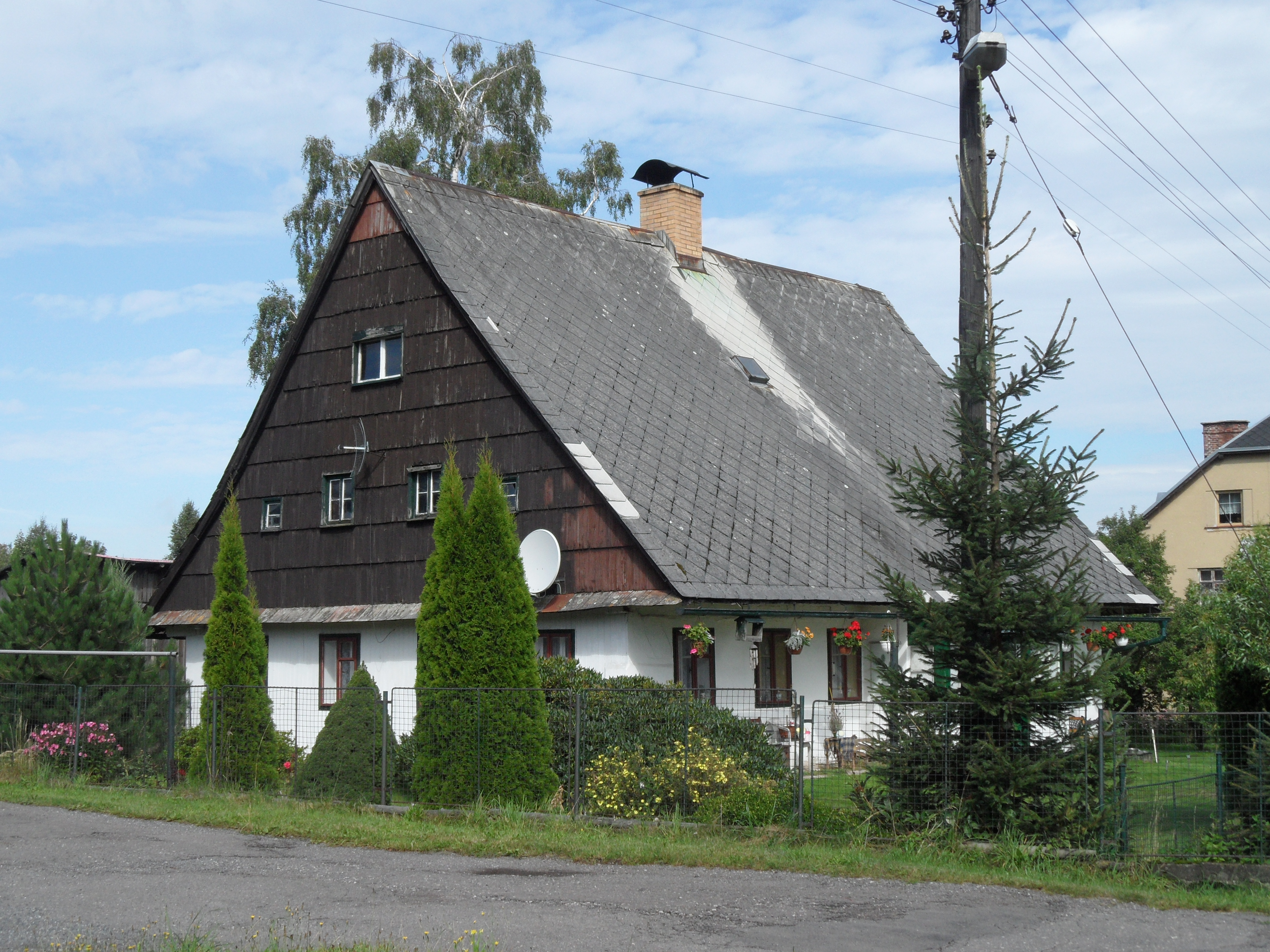
Chalupa s vysokým štítem
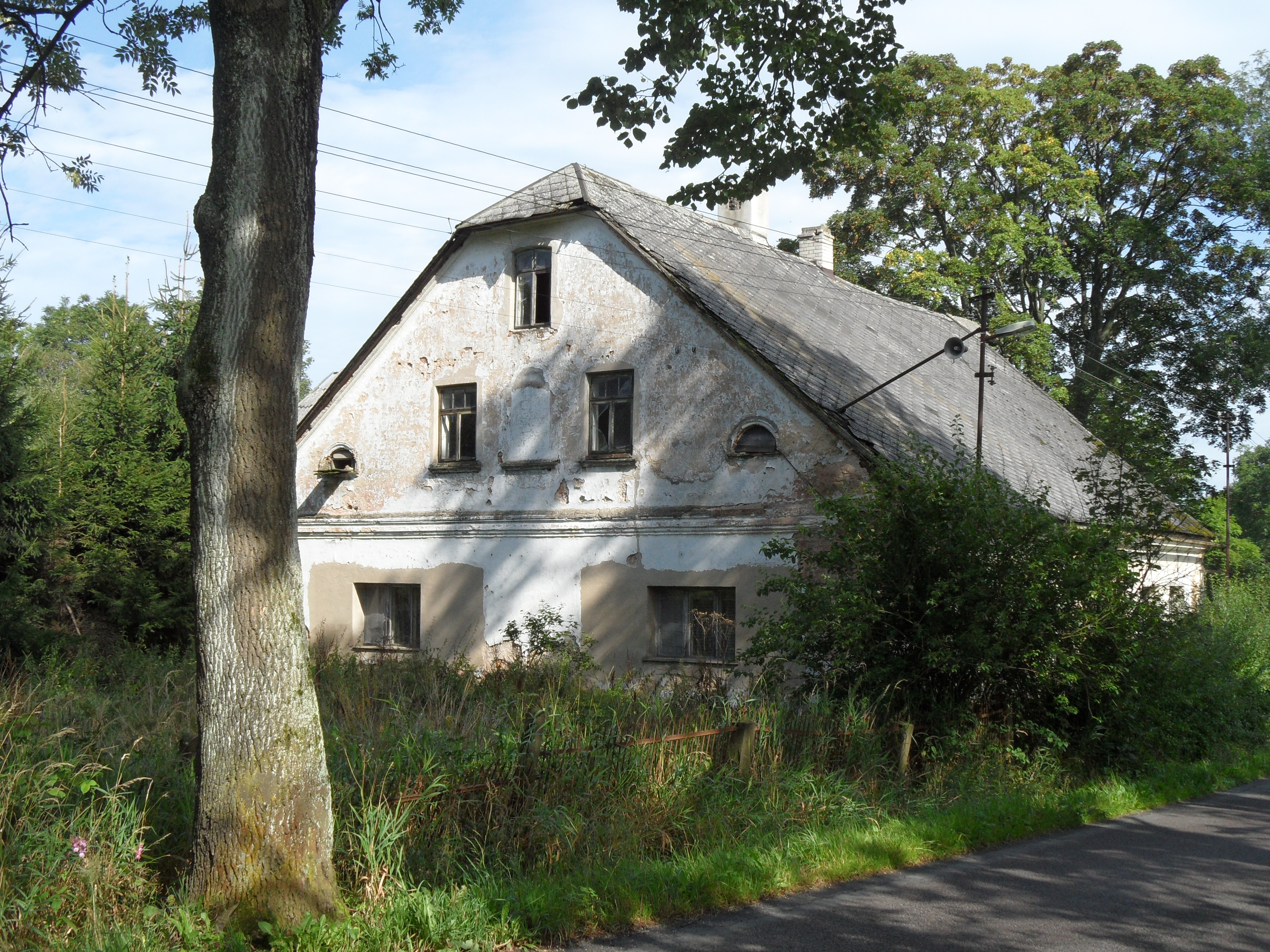
Staré stavení
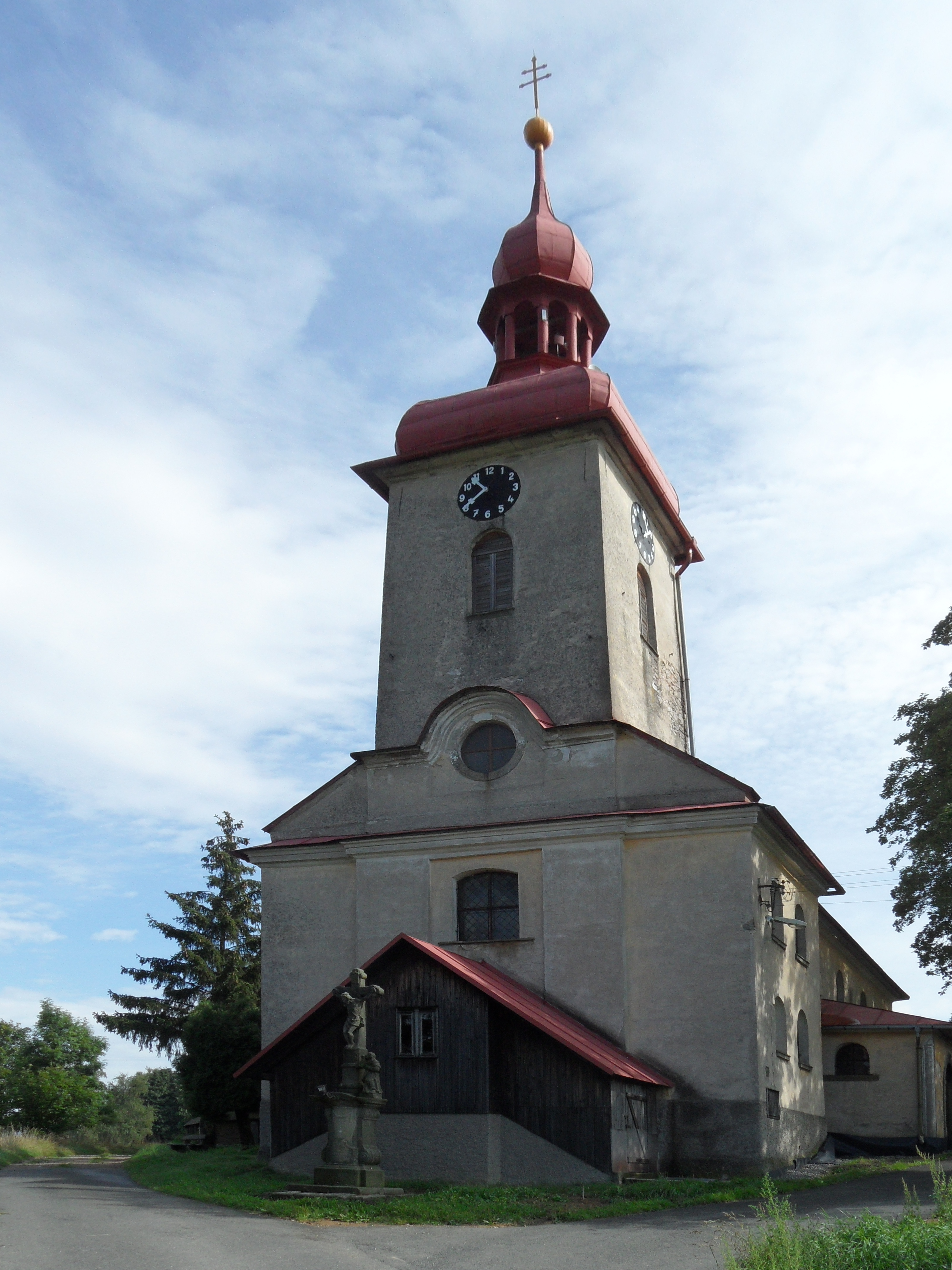
Kostel Povýšení svatého Kříže
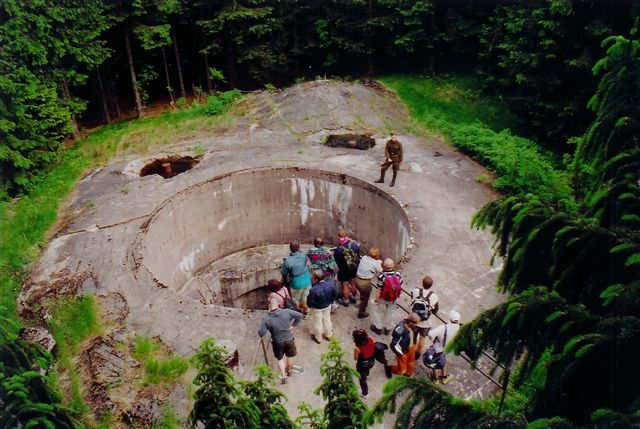
Objekt K-S 22 Horymír dělostřelecké tvrze Bouda